# Het Zoeklicht

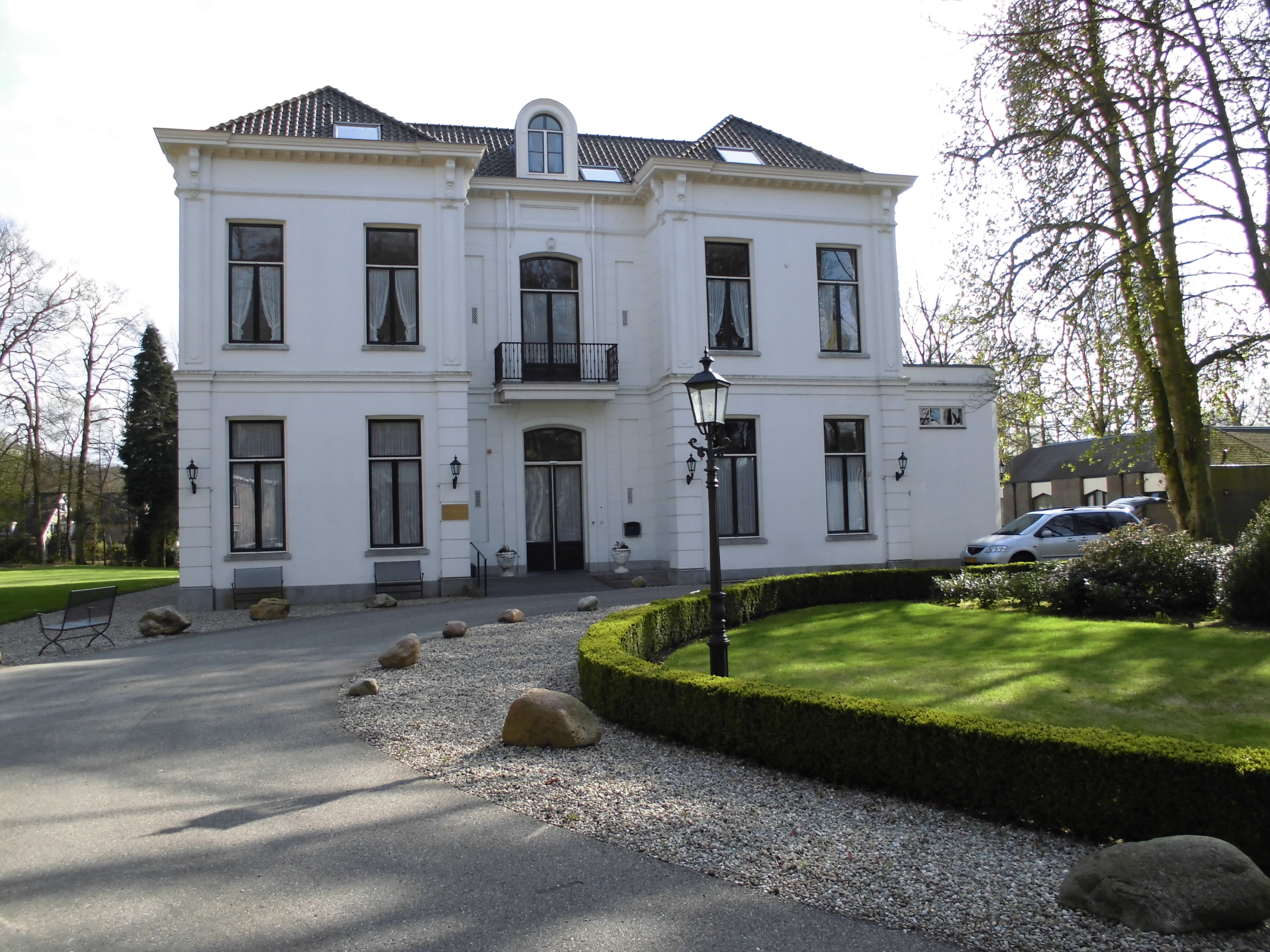
Schoonoord/Het Brandpunt te Doorn

Het Zoeklicht is een van de oudste evangelische organisaties in Nederland. Het werd in 1919 opgericht door evangelist Johannes de Heer. Naast een tijdschrift en een conferentiecentrum, beheert Het Zoeklicht een uitgeverij waar met name christelijke romans en evangelicale studieboeken verschijnen, een boekhandel en een kerkgebouw.
De organisatie is gevestigd in het landhuis 'Schoonoord' bij Doorn dat in 1947 werd aangekocht door evangelist Jan Kits sr. In de jaren 70 en 80 deed het dienst als onderkomen voor de Evangelische Bijbelschool. Huize Schoonoord functioneert anno 2013 als christelijk vakantie- en conferentiecentrum onder de naam Het Brandpunt. Kits sr. en andere betrokkenen bij Het Zoeklicht speelden een belangrijke rol bij de oprichting van de Evangelische Omroep. In juni 2023 werd middels een brief de achterban medegedeeld dat de stichting het onverantwoord vindt om de stijgende kosten voor onderhoud voor het pand voort te zetten en wil stoppen om inkomsten zoals giften hier aan te besteden.
Het Zoeklicht is tevens de naam van het maandelijks tijdschrift dat sinds 1919 door de organisatie wordt uitgegeven en tot de oudste nog verschijnende tijdschriften van Nederland behoort. Het tijdschrift is gewijd aan het onderzoek der Schriften en de Tekenen der Tijden en was eigenlijk een voortzetting van het in 1897 door De Heer opgerichte maandblad Maranatha. De Heer komt! Maandblad voor allen, die den Heere Jezus in onverderfelijkheid liefhebben. In de jaren dertig bereikte het een oplage van 30.000. Het biedt ruimte voor Bijbelse profetieën, verhalen en christelijk nieuws. Anno 2013 telt het tijdschrift iets minder dan 10.000 abonnees. Hoofdredacteur is Roelof Ham en een bekende vaste redacteur en spreker is Theo Niemeijer. Daarnaast was Feike ter Velde betrokken bij het blad. 

## Wederkomstverwachting
Kenmerkend voor het blad is dat het, evenals destijds Johannes de Heer en diens Maranatha-beweging, een uitgesproken wederkomstprediking voorstaat. Actuele gebeurtenissen worden geduid als het uitkomen van eeuwenoude Bijbelse profetieën; de wereld wordt klaargemaakt voor de tirannie van de antichrist. Als deze door Christus verslagen is, volgt het duizendjarig rijk en daarna het laatste oordeel. Het Zoeklicht gaat daarmee uit van het premillennialisme.